# 99 donne
99 donne (Der heiße Tod) è un film del 1968 diretto da Jesús Franco.
Rientra nel sottogenere cinematografico noto come "women in prison", alla cui affermazione contribuì in misura significativa, ottenendo un successo straordinario quanto inatteso che per qualche tempo lo portò in cima alle classifiche dei botteghini negli USA.
Diversamente da gran parte degli women in prison (anche di quelli girati nel decennio successivo dallo stesso Franco) 99 donne è un film di impronta classica in tutti i suoi elementi: dalla fotografia alla colonna sonora, dall'arredamento alla recitazione.
Come spesso accade nei film di Franco, la musica ha un ruolo essenziale. In special modo nei due estesi flashback (l'incubo di Maria e lo spettacolo di Zoe al night-club) e nella scena di amore lesbico tra le due prigioniere. La partitura di Bruno Nicolai, pubblicata in CD, punta sull'elemento lirico e affida al sassofono il ruolo di strumento guida.

## Trama
In un'isola lontana dalla costa sorge un penitenziario femminile diretto da una spietata aguzzina, Thelma Diaz, tanto disumana con le prigioniere, quanto ben disposta - per compiacere il disonesto governatore e ottenere la sua complicità - a costringere le donne più giovani e belle a concedersi a lui. Le cose per i due sembrano volgere al peggio allorché, in seguito alla morte di alcune detenute dovuta ai maltrattamenti e alla mancanza di cure mediche, viene inviata al penitenziario un'ispettrice, la signorina Carol. La donna riesce a migliorare le condizioni di vita delle prigioniere ma senza ottenere la loro gratitudine mentre, per liberarsi di lei, Telma e il governatore l'accusano presso i superiori di eccessivo (ed equivoco) interesse per una detenuta. Una notte, approfittando della mancanza di sorveglianti esterne, voluta da Carol, tre ragazze evadono, ma dopo una estenuante fuga nella giungla, vengono aggredite da un gruppo di prigionieri, evasi da un altro penitenziario, e costrette a tornare indietro. Una di loro muore e le altre due vengono catturate. Mentre Telma e il governatore - ai quali l'evasione ha offerto un ottimo pretesto per fare allontanare Carol - ripristinano nel carcere le condizioni precedenti il suo arrivo, l'ispettrice sconfitta abbandona per sempre l'isola, sotto lo sguardo sprezzante delle detenute.

## Il cast
Nel cast spiccano tre nomi del cinema internazionale: Herbert Lom e Mercedes McCambridge, che interpretano la coppia degli aguzzini che governano la prigione femminile, e Maria Schell, che incarna il volto umano della legge: l'ispettrice ministeriale venuta a controllare la gestione del carcere.
La parte della protagonista è sostenuta da Maria Rohm, compagna del produttore Harry Alan Towers. Bellezza angelica ma espressiva, la giovane attrice austriaca si trova perfettamente a suo agio nel ruolo della vittima predestinata.
Nel gruppo delle prigioniere emerge la figura di Zoe, non necessaria alla trama, interpretata da un'affascinante Rosalba Neri.

## Le versioni
Nato come coproduzione tra Gran Bretagna, Germania Ovest, Italia e Spagna, 99 Women è stato distribuito in numerosi paesi con titoli diversi e diversamente montato.
La versione in lingua inglese, 99 Women, fu riedita negli Stati Uniti e benché sia stata pubblicata in DVD come Director's Cut, è molto lontana dal montaggio originale. Oltre a numerosi tagli e a un curioso errore di montaggio, contiene lo spostamento della scena dell'incubo a rappresentazione visiva del racconto di Maria all'ispettrice, a dispetto del suo carattere onirico.
Sempre negli Stati Uniti, il film fu ridistribuito per il mercato televisivo col titolo di Island of Despair, sostituendo il flashback di Zoe e altri episodi digressivi con scena non girate da Franco e interpretate da altri attori.
In Germania fu distribuito come Der Heisse Tod, in una versione tagliata ma più lunga di quella inglese e con l'incubo di Maria in posizione corretta.
La versione francese, intitolata Les Brûlantes e distribuita nel 1973 da Robert de Nesle, presenta inserti hardcore di infima fattura. Questa versione è stata pubblicata in DVD negli Stati Uniti da Blue Underground.
La versione spagnola, 99 mujeres, ha subito l'intervento della censura, che eliminò tutte le sequenze erotiche, impose la modifica di alcuni dialoghi e un nuovo finale nel quale la giustizia trionfava. Le scelte censorie furono effettuate da un ex attore di Jess Franco, Marcelo Arroita Járegui, già tra i protagonisti di El secreto del Doctor Orloff.

## Altre edizioni DVD
- Gran Bretagna, Redemption Films, 11 giugno 2007
- Spagna, Suevia, 11 luglio 2007

## Curiosità
Verso la fine della lavorazione, il coproduttore italiano impose l'aggiunta al cast di una popolare attrice italiana, Luciana Paluzzi. In realtà il suo personaggio muore dopo pochi minuti, ma anche quelle poche scene consistono solo in primi piani, mentre nell'unico campo largo, fuori dalla prigione, appare un'altra attrice.